# 米特尔霍夫
米特尔霍夫是德国莱茵兰-普法尔茨州的一个市镇。总面积11.13平方公里，总人口1112人，其中男性570人，女性542人（2011年12月31日），人口密度100人/平方公里。